# Martín López-Zubero
Martín López-Zubero Purcell (Jacksonville, 23 de abril de 1969) é um nadador espanhol, campeão olímpico dos 200 metros costas em Barcelona 1992.
Tem a cidadania hispano-americana, pois nasceu nos Estados Unidos, mas concorreu para a Espanha. Ele é famoso por ganhar a medalha de ouro nos 200m costas em casa nas Olimpíadas 1992, em Barcelona. 
A natação tornou-se o esporte de sua família, e com onze anos ele viu o seu irmão mais velho David ganhar a medalha de bronze dos 100 metros borboleta nas Olimpíadas 1980, em Moscou. Sua irmã Julie também concorreu para a Espanha. 
López-Zubero competiu em três Olimpíadas - 1988, 1992 e 1996. Ele foi o décimo primeiro nos 200m costas em Seul 1988, mas voltou quatro anos mais tarde em Barcelona para obter a medalha de ouro. Nestes Jogos, ele também ficou em quarto lugar nos 100 metros costas e em sétimo nos 100m borboleta. Em Atlanta 1996, ele terminou na quarta posição os 100m costas e na sexta os 200m costas.
Foi recordista mundial dos 200m costas entre 1991 e 1999.